# Torso (album)
Torso je studiové album rakouské zpěvačky Soap&Skin. Vyšlo 22. listopadu 2024 ve vydavatelství PIAS Recordings a obsahuje výhradně písně převzaté od jiných autorů a interpretů v nových aranžmá. Vyšlo na CD a 2LP. Píseň „Voyage, voyage“ vyšla již v roce 2012 na albu Narrow, zde se nachází v nové verzi. Píseň „What's Up?“, původně od 4 Non Blondes, vyšla jako singl již v roce 2020. Některé písně – například „Gods & Monsters“ od Lany Del Rey a „Pale Blue Eyes“ od The Velvet Underground – hrála Soap&Skin řadu let před vydáním také při svých koncertech. K písni „Girl Loves Me“, původně od Davida Bowieho, byl natočen také videoklip, zveřejněný měsíc před vydáním alba.

## Seznam skladeb
Píseň „Gods & Monsters“ nevyšla na fyzických nosičích, pouze na streamovacích platformách.
| Pořadí | Název                             | Autor                                              | Délka |
| ------ | --------------------------------- | -------------------------------------------------- | ----- |
| 1.     | Mystery of Love                   | Sufjan Stevens                                     | 6:13  |
| 2.     | God Yu Tekem Laef Blong Mi        | Hans Zimmer                                        | 1:50  |
| 3.     | Born to Lose                      | Dario Baldan Bembo, Norman Newell, Sergio Bardotti | 3:48  |
| 4.     | Gods & Monsters (feat. Asfast)    | Lana Del Rey, Tim Larcombe                         | 3:35  |
| 5.     | Maybe Not                         | Cat Power                                          | 6:14  |
| 6.     | Voyage, voyage (Lifetime Version) | Jean-Michel Rivat, Dominique Dubois                | 5:31  |
| 7.     | Johnsburg, Illinois               | Tom Waits                                          | 2:50  |
| 8.     | Girl Loves Me                     | David Bowie                                        | 3:47  |
| 9.     | Stars                             | Janis Ian                                          | 4:42  |
| 10.    | Pale Blue Eyes                    | Lou Reed                                           | 6:50  |
| 11.    | What's Up?                        | Linda Perry                                        | 3:54  |
| 12.    | The End                           | The Doors                                          | 8:09  |

## Obsazení
- Anja Plaschg (Soap&Skin) – zpěv, klavír, aranžmá
- André de Ridder – aranžmá
- Alexander Kranabetter – harmonium, trubka, tuba, lesní roh, aranžmá
- Emily Stewart – housle, hlas, aranžmá
- Martin Eberle – trubka, aranžmá
- Martin Ptak – pozoun, klavír, aranžmá
- Judith Ferstl – kontrabas
- Anna Starzinger – violoncello
- Viola Falb – basklarinet
- David Coulter – pila, aranžmá
- Evelyn Plaschg – hlas